# Ambriz
Ambriz es un municipio de la provincia de Bengo en Angola. En julio de 2018 tenía una población estimada de 27 346 habitantes.
Se encuentra ubicado al noroeste del país, junto a la costa del océano Atlántico.

## Demografía
La población de Ambriz es de 27.346 habitantes, de los cuales la mayoría son bakongo; también hay descendientes de portugueses y personas de ascendencia mixta luso-africana. La población incluye a personas de los grupos étnicos Ovimbundu y Kimbundu.

## Economía
La pesca es la actividad tradicional y agrícola de baja escala. En el pasado, Ambriz tenía industria de ensamblaje de plataformas de petróleo y gas (PETROMAR), que fue destruido durante la guerra en 1992. Actualmente está siendo reconstruida. En 2007, una empresa angoleño-portuguesa anunció planes para construir una planta de biodiésel alimentada con aceite de palma.